# François Henri de Montmorency-Bouteville

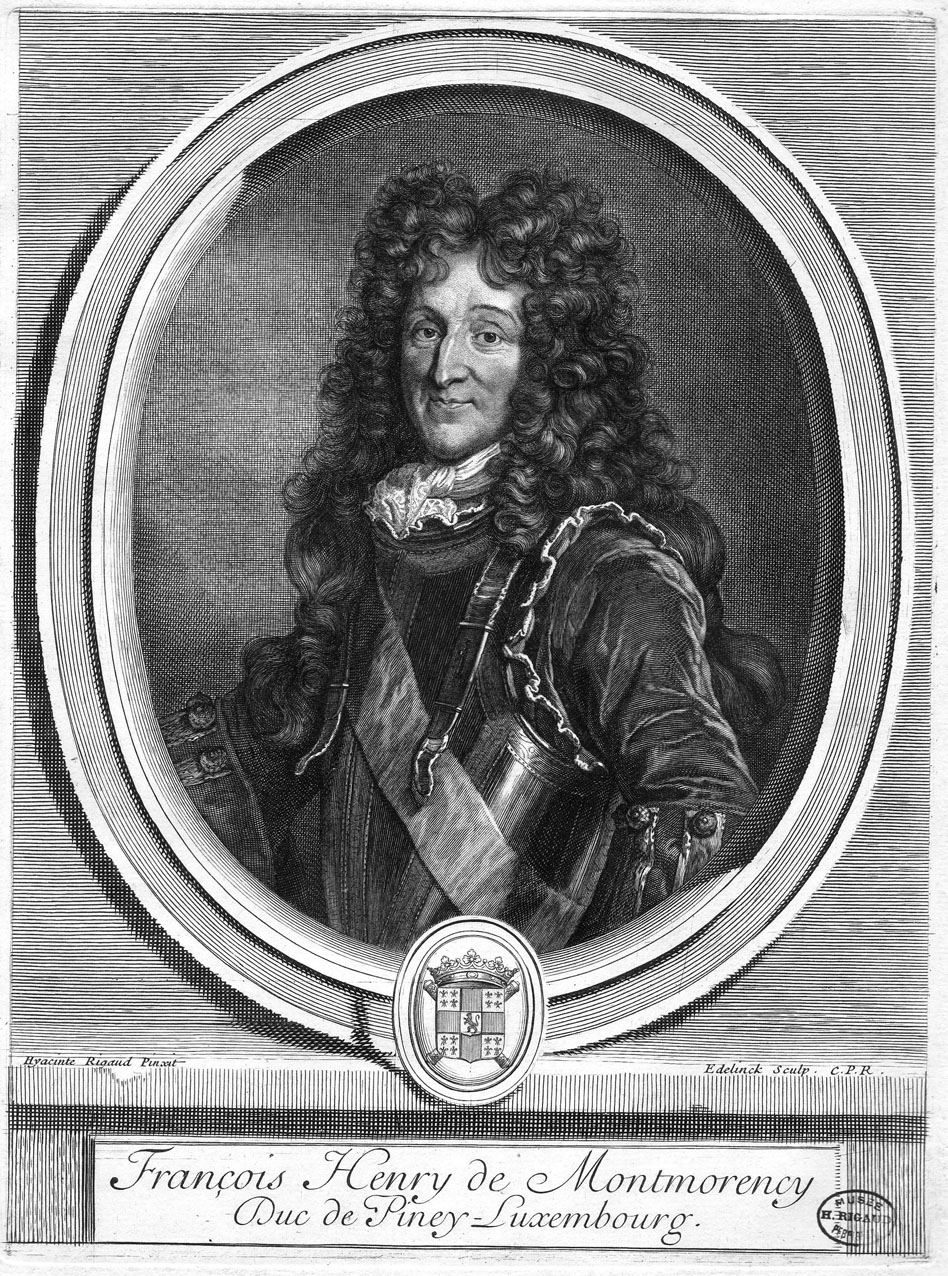
Marszałek de Luxembourg

François Henri de Montmorency-Bouteville, duc de Piney, znany jako marszałek de Luxembourg, a w Polsce potocznie zwany marszałkiem Luksemburskim (ur. 8 stycznia 1628 w Paryżu, zm. 4 stycznia 1695 w Wersalu) – wódz francuski, marszałek Francji, przyjaciel i następca Wielkiego Kondeusza.

## Początki
Jego ojciec, hrabia François de Montmorency-Bouteville (1600-1627), został stracony sześć miesięcy przed narodzinami Luxembourga za zabicie w pojedynku markiza de Beuvron. Wychowaniem i edukacją przyszłego marszałka Francji zajęła się jego ciotka Charlotte-Marguerite de Montmorency, księżna Condé (Luxembourg wychowywał się razem z synem swej ciotki, czyli bratem ciotecznym, księciem d’Enghien). Odznaczył się w bitwie pod Lens i w 1648 został marszałkiem polnym. Luxembourg połączył swe losy z losami swego brata ciotecznego, dzieląc z nim sukcesy i porażki w ciężkich czasach Frondy. Będąc na wygnaniu w latach 1650–1659 służył w wojsku hiszpańskim. Po uzyskaniu przebaczenia mógł w 1659 powrócić do Francji. W 1661 Kondeusz, mocno związany z księżną de Châtillon, siostrą Montmorency’ego, doprowadził do mariażu swego stronnika i kuzyna z największą dziedziczką we Francji, Madeleine de Luxembourg-Piney, księżną de Tingry dziedziczką księstwa Luxembourg, i tak przyszły wielki wódz stał się księciem de Luxembourg i parem Francji.

## Luxembourg jako wódz

### Wojna dewolucyjna oraz Wojna Francji z Koalicją
Na początku Wojny dewolucyjnej (1667-68), Kondeusz, a zatem także i Luxembourg, nie mieli komendy, natomiast w trakcie drugiej kampanii służył pod dowództwem Kondeusza, uczestnicząc w podboju Franche-Comté. Podczas krótkiego okresu pokoju, który potem nastąpił, Luxembourg zadbał o przychylność markiza Louvois, w następstwie czego na początku wojny Francji z Koalicją w 1672 został głównodowodzącym armii mającej dokonać inwazji na Holandię. Pobił księcia Orańskiego pod Woerden i spustoszył Holandię, w 1673 dokonał słynnego odwrotu spod Utrechtu do Maastricht, mając przy sobie tylko 20 tys. żołnierzy przeciwko 70 tys.
W 1674 dowodził prawym skrzydłem w bitwie pod Seneffe, następnie został kapitanem gardes du corps, a w 1675 Marszałkiem Francji. W 1676 stał na czele armii Renu, ale nie odniósł większych sukcesów. W 1677 szturmował Valenciennes, a w 1678 pobił Księcia Orańskiego w bitwie pod St. Denis (znanej także jako bitwa pod Mons) już po podpisaniu pokoju w Nijmegen. W 1680 popadł w konflikt z Louvois, w wyniku czego spędził kilka miesięcy w Bastylii.

### Wojna palatynacka
Gdy wybuchła kolejna wojna, król oraz Louvois doszli do wniosku, że Luxembourg był jedynym wodzem, który potrafi sobie poradzić z księciem Orańskim, i otrzymał dowództwo nad armią we Flandrii. 1 lipca 1690 odniósł wielkie zwycięstwo nad Księciem Waldeckiem w bitwie pod Fleurus. W następnym roku dowodził armią w zwycięskiej bitwie pod Leuze 18 sierpnia 1691.
W następnej kampanii dowodził oblężeniem twierdzy Namur oraz pobił Wilhelma Orańskiego w bitwie pod Steenkerke w 1692; a 29 lipca 1693 odniósł wielkie zwycięstwo pod Neerwinden, po której został nazwany le tapissier de Nôtre Dame z powodu wielkiej liczby zdobytych sztandarów, które wysłał do słynnej katedry. W Paryżu wszyscy oprócz króla (który jako stronnika i krewnego Kondeusza przyjął Luxembourga ozięble), witali go z entuzjazmem.
W kampanii 1694, Luxembourg zdziałał we Flandrii niewiele, oprócz przeprowadzenia słynnego marszu w obliczu nieprzyjaciela z Vignamont do Tournay.

## Śmierć
Wraz z powrotem do Wersalu zimą poczuł się źle i umarł. W jego ostatnich chwilach towarzyszył mu słynny jezuita ksiądz Bourdaloue, który powiedział o jego śmierci, „nie żyłem jego życiem, ale życzyłbym sobie umrzeć jego śmiercią.” Luxembourg był największym uczniem Kondeusza. Chociaż równie opieszały jak Kondeusz w prowadzeniu kampanii, w czasie bitwy robił wrażenie człowieka natchnionego i pełnego szczęścia, przeciwko któremu nie mógł się oprzeć zapał Wilhelma Orańskiego ani nieugiętość holenderskich i angielskich żołnierzy. Jego śmierć oraz blamaż Catinata zamknęły drugi okres wojennej historii panowania Ludwika XIV, a Catinat i Luxembourg, chociaż nie tak znakomici, jak Kondeusz czy Turenne, zdecydowanie przewyższali takich wodzów jak Tallard i Villeroy. Wyróżniał się ciętym dowcipem. Jedna z jego replik odnosiła się do jego ułomności. Gdy Wilhelm Orański powiedział o nim: „Nigdy nie mogłem pobić tego przeklętego garbusa”. Luxembourg odpowiedział: „Skąd on wie, że ja mam garb? Nigdy mu nie pokazałem pleców”. Osierocił czterech synów, a najmłodszy z nich Marechal de Montmorency został Marszałkiem Francji.